# HRT 1
HRT 1 (in croato: Prvi program) è il primo canale televisivo di HRT. Si presenta come un canale generalista.

## Palinsesto

### Programmi televisivi

#### Divulgazione
- Nedjeljom u dva (dal 2000)
- Otvoreno

#### Eventi
- Dora
- Eurovision Song Contest

#### Game show
- Potjera (dal 2013)
- Tko želi biti milijunaš? (2002-2010; dal 2019)

#### Informazione
- Dnevnik (dal 1968)
- Vijesti na engleskom jeziku (dal 2013)

#### Intrattenimento
- TV Bingo
- The Voice Hrvatska (2015-2016; dal 2019)